# Bombardamento alta quota
Bombardamento alta quota (Hell's Horizon) è un film del 1955 diretto da Tom Gries.
È un film di guerra statunitense con John Ireland, Marla English e Bill Williams. È ambientato nel 1952 in Giappone, ad Okinawa, nel contesto della guerra di Corea.

## Produzione
Il film, diretto e sceneggiato da Tom Gries, fu prodotto da Wray Davis per la Columbia Pictures Corporation e girato da inizio marzo a metà marzo 1955. Il trombettista jazz Chesney "Chet" Baker era al suo debutto cinematografico.

## Distribuzione
Il film fu distribuito con il titolo Hell's Horizon negli Stati Uniti nel dicembre 1955 dalla Columbia Pictures. È stato distribuito anche in Italia con il titolo Bombardamento alta quota.